# Pumpgrop
En pumpgrop, eller pumpbrunn, är en anordning avsedd att avlägsna högt grundvattentryck från fastigheter. En fastighets dräneringssystem kan vara kopplat till en pumpgrop, till exempel om fastighetens lägsta punkt är belägen under den kommunala dagvattenavledningens uppdämningsnivå. Teorin bakom baserar sig på det faktum att vatten alltid rör sig från en högre position till en lägre (kapillärkraft borträknad). Vattnet samlas i brunnen och kan sedan pumpas upp och ledas bort till befintlig dagvattenavledning.
Pumpgropen består av ett grävt (2000 mm och uppåt) hål, vari ett rör, så kallat brunnsämne (diameter 350 mm och uppåt) av plast eller cement med öppen botten, placeras. Hela konstruktionen vilar på ett dränerande bärskikt, ca 100-500 mm tjockt, bestående av makadam (6-11 mm). Ovanpå detta läggs ett lager geotextilduk för att förhindra att pumpen slammar igen. I brunnsväggen anläggs sedan ett horisontellt (avledningsrör ex 110 mm) rör på lämplig höjd, som sedan ansluts till en brunn med sandfång. En lämplig pump placeras sedan i pumpgropen med frånvattnet anslutet till avledningsröret. När vattnet i pumpgropen stiger aktiveras pumpen (pumpen bör ha inbyggd, automatisk nivåavkänning. Pump med extern nivågivare i form av vippa är mindre lämplig) och pumpar bort vattnet till den permanenta avledningen. Grundvattennivån sänks därmed lokalt.